# 向氏民居
向氏民居位於重慶市萬州區走馬鎮槽溪村，文物遺址年代為清末，2009年12月15日列為第二批重慶市文物保護單位。